# Tajgabjörnspinnare
Tajgabjörnspinnare, Borearctia menetriesii är en fjärilsart som först beskrevs av Eduard Friedrich Eversmann 1846. Enligt Catalogue of Life är det vetenskapliga namnet istället Borearctia menetriesi. Tajgabjörnspinnare ingår i släktet Borearctia, och familjen björnspinnare, Arctiidae. Enligt den finländska rödlistan är det kunskapsbrist, DD, om arten i Finland. För att en art ska klassificeras i denna kategori skall det finnas misstankar om att de kan vara hotad eller försvunnen. Arten är ännu inte påträffad i Sverige. Inga underarter finns listade i Catalogue of Life.